# Antonio Brioschi
Antonio Brioschi (1725 – 1750) è stato un compositore italiano tra i pionieri del classicismo, conosciuto soprattutto per le sue sinfonie.

## Biografia
Nel 1733, in occasione dell'inaugurazione della Sinagoga di Casale Monferrato, venne eseguita una cantata ebraica preceduta da una sinfonia in Sol maggiore di Brioschi. Altre due sue sinfonie, datate 1734, sono depositate presso la Biblioteca Civica "Giovanni Canna" di Casale Monferrato.
Oltre a queste scarse informazioni della sua vita non si conosce praticamente nulla. Diverso è per i suoi lavori, tutti di genere strumentale, tra i quali primeggiano le sue sinfonie. Egli era infatti un esponente della scuola sinfonica milanese, guidata da Giovanni Battista Sammartini, e fu quindi uno dei primissimi compositori di sinfonie, con le quali anticipò la scuola di Mannheim e il classicismo viennese.
Nella composizione fu alquanto prolifico, soprattutto nell'ambito sinfonico. I suoi lavori, come quelli del più conosciuto Sammartini, ebbero una certa popolarità nell'Europa dell'epoca e molti di questi furono pubblicati a Londra e a Parigi. Era solito chiamare le sue sinfonie con diversi nomi, tra i quali sonata, overtura, trio.

## Opere
Le sonate pubblicate in realtà sono sinfonie.
- 12 sonate per 2-3 violini e basso continuo, op. 1 (sol magg., si magg., la magg., sol magg., fa magg., mi magg., re magg., do magg., si magg., re magg., fa magg.; 1741-2)
- 6 sonate per 2 violini, viola e basso continuo, op. 2 (sol magg., mi magg., fa magg., sol magg., mi magg. si magg.; 1745)
- 4 sonate per 2-3 violini e basso continuo (si magg., si magg. mi magg., si magg.)
- 6 sonate per 2 violini e basso continuo (mi magg., mi magg. la magg., si magg., sol magg., sol magg.)
- Sinfonia in mi magg.
- Sinfonia in la magg. per 2 violini, viola e basso continuo
- 91 tra sinfonie a quattro, concertini a tre e quattro e sonate a tre.
- 51 tra sinfonie, concerti e sonate a tre
- 25 sinfonie di dubbia attribuzione

## Opere perdute
- Quartetto per violini
- 11 sinfonie
- Concerto per 2 oboi e orchestra
- 2 sonate per 2 violini e basso continuo

## Testi di approfondimento
"Antonio Brioschi e il nuovo stile musicale del Settecento lombardo" a cura di Davide Daolmi e Cesare Fertonani, LED Edizioni Universitarie, Milano, 2010, ISBN 978-88-7916-469-6